# Codorniz-comum

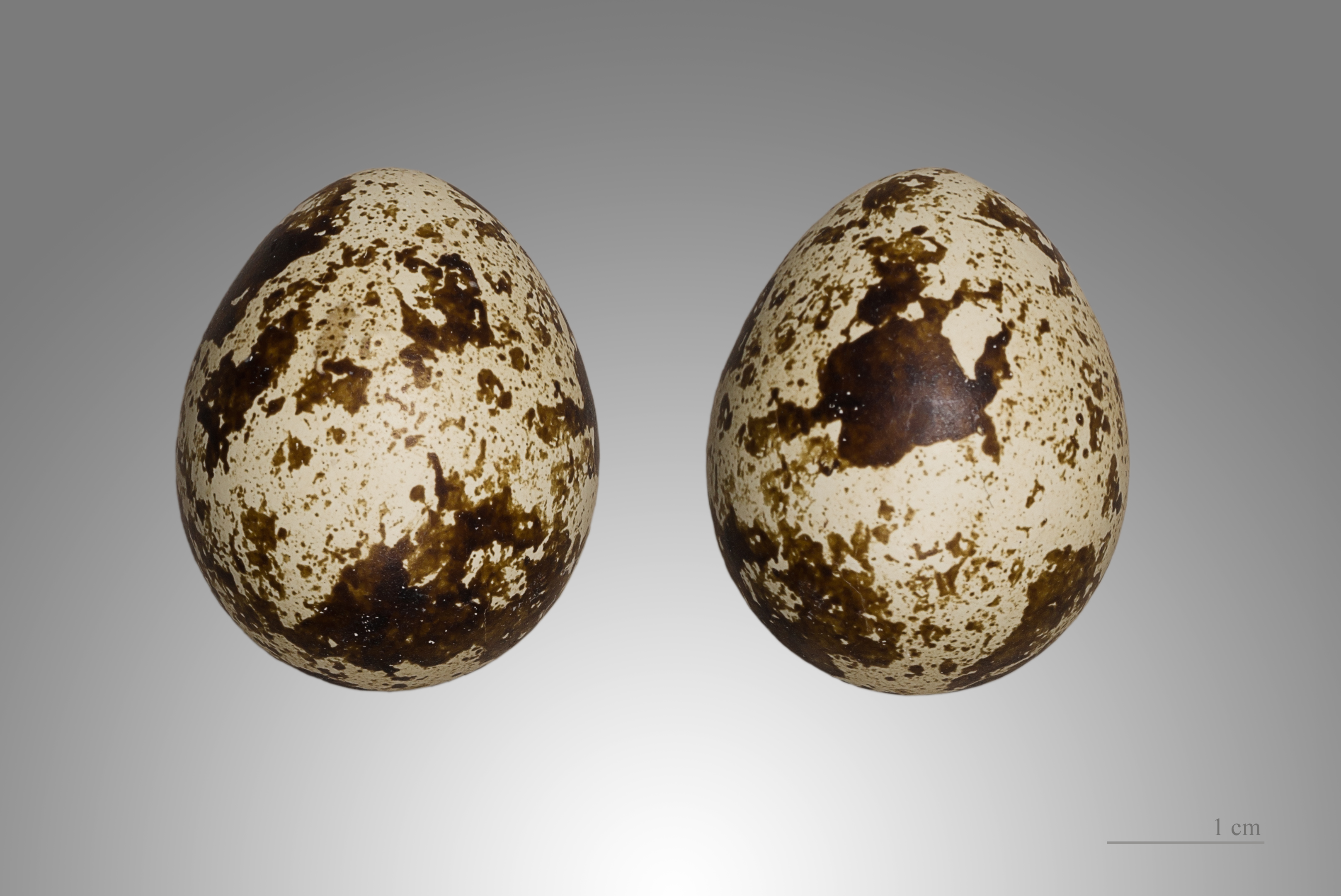
Ovo de codorniz-comum

A codorniz-comum (Coturnix coturnix) é uma espécie de ave migratória e galiforme do género Coturnix pertencente à família dos Fasianídeos.
No entanto, algumas espécies do grupo dos Tinamiformes também são popularmente chamadas pelo nome de codorniz-comum. Devido à semelhança, pode ser confundida com a codorniz-japonesa (C. japonica), do mesmo género, porém facilmente distinguíveis pelo som.

## Nomes comuns
Dá ainda pelos seguintes nomes comuns: codorniz, codorna, carcalhota, calhota, calcaré (com as variantes calquiré, carcolé, cracolé, corcalhé e corcolher), papalvo (não confundir com as espécies Martes foina, Felis silvestris, ou com as aves da família dos apodídeos, que com ela partilham este nome),  paspalhaça (não confundir com a Alauda arvensis, que com ela partilha este nome), paspalhão, paspalhás e tem-te-lá.

## Descrição
É uma ave curtirrostra, de pequenas dimensões e rechonchuda. Dispõe de uma plumagem listada em tons castanhos, mais escuros nas partes superiores e amarelados nas inferiores, que lhe serve de camuflagem. Há algum dimorfismo sexual, assinalado pelo centro negro da garganta dos machos. Destaca-se ainda pelo canto trissilábico, peculiarmente emblemático.

## Distribuição

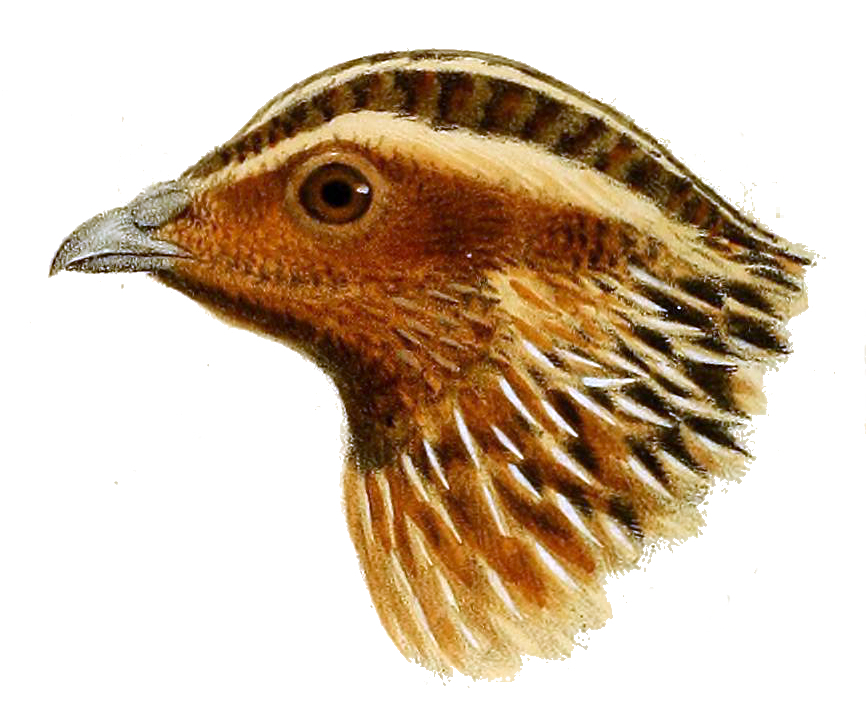
Desenho da cabeça de Corturnix capensis (Coturnix coturnix africana).

O habitat originário da codorniz-comum é na Europa e na Ásia ocidental, onde se reproduz, migrando, no Inverno, para a África equatorial e para a Índia durante o Inverno. Reside durante todo o ano no Sul da Península Ibérica, no Noroeste do continente africano e nalgumas partes do Sul do continente africano (designadamente no Sul de Moçambique e Norte da África do Sul).

### Portugal
Encontra-se em Portugal Continental e no Arquipélago da Madeira, onde goza de um estatuto de conservação pouco preocupante. Mais concretamente, em Portugal continental pode encontrar-se no estuário do Cávado, na Serra do Gerês, no planalto de Riba Côa, nas lezírias de Ponta da Erva, em grande parte do Alentejo, entre outros espaços.

### Habitat
Privilegia os espaços de ervas altas, onde se possa camuflar. No Inverno ocupa mormente zonas mais húmidas a Sul do país, ao passo que no Verão se encontra mais nas cercanias de courelas agricultadas, seja em planície ou planalto. Ocorre mais abundantemente entre Março e Outubro em território nacional.